# Урсо
Урсо́ (рос. Урсо) — присілок в Якшур-Бодьїнському районі Удмуртії, Росія.
Населення — 19 осіб (2010; 40 в 2002).
Національний склад (2002):
- удмурти — 90 %